# 沃威克 (紐約州)
沃威克（英語：Warwick）是一個位於美國紐約州奧蘭治縣的鎮。

## 人口
根據2020年美國人口普查的數據，沃威克的面積為271.61平方千米，當中陸地面積為262.33平方千米，而水域面積為9.28平方千米。當地共有人口32027人，而人口密度為每平方千米118人。